# Stortjärnen (Dorotea socken, Lappland, 718530-147552)
Stortjärnen är en sjö i Dorotea kommun i Lappland och ingår i Ångermanälvens huvudavrinningsområde. Sjön har en area på 0,0787 kvadratkilometer och ligger 575,8 meter över havet.

## Delavrinningsområde
Stortjärnen ingår i det delavrinningsområde (718694-147793) som SMHI kallar för Utloppet av Lövsjön. Medelhöjden är 567 meter över havet och ytan är 23,26 kvadratkilometer. Räknas de 45 avrinningsområdena uppströms in blir den ackumulerade arean 305,43 kvadratkilometer. Näsån (Långselån) som avvattnar avrinningsområdet har biflödesordning 3, vilket innebär att vattnet flödar genom totalt 3 vattendrag innan det når havet efter 292 kilometer. Avrinningsområdet består mestadels av skog (75 procent). Avrinningsområdet har 2,07 kvadratkilometer vattenytor vilket ger det en sjöprocent på 8,9 procent.